# Alexei Jurjewitsch German
Alexei Jurjewitsch German (russisch Алексей Юрьевич Герман, * 20. Juli 1938 in Leningrad; † 21. Februar 2013 in Sankt Petersburg) war ein russischer Filmregisseur und Drehbuchautor.

## Leben
German wurde 1938 in Leningrad (heute Sankt Petersburg) geboren. Sein Vater war der russische Schriftsteller Juri German.
Er studierte bei Grigori Kozintsev bis 1960, arbeitete danach fürs Theater und begann, bei Lenfilm als Regieassistent zu arbeiten.
Sein Debütfilm war der 1967 erschienene Der siebente Trabant, den er gemeinsam mit Grigori Aronov inszenierte. Seinen künstlerischen Durchbruch erreichte er 1971 mit Straßenkontrolle. Dieser Film wurde zensiert und erst fünfzehn Jahre später unter Michail Gorbatschow 1986 wieder veröffentlicht.
Aufgrund dieser Konflikte mit den sowjetischen Behörden konnte er insgesamt nur sechs abendfüllende Spielfilme vervollständigen.
German war mit der Drehbuchautorin Svetlana Karmalita verheiratet; sie hatten einen Sohn, Alexei Alexejewitsch German, der auch Filmregisseur ist. German starb am 21. Februar 2013 an Herzversagen. Sein letzter Film Es ist schwer, ein Gott zu sein war zu diesem Zeitpunkt noch in Produktion und wurde noch im selben Jahr von seinem Sohn vollendet.

## Filmografie
- Der siebente Trabant (1967)
- Straßenkontrolle (1971)
- Zwanzig Tage ohne Krieg (1977)
- Mein Freund Iwan Lapschin  (1985)
- Khroustaliov, mein Wagen! (1998)
- Es ist schwer, ein Gott zu sein (2013)